# 굴림 운동
굴림 운동은 지면과 물체 사이에 미끄러짐이 없는 이상적인 상태에서 물체(흔히 축대칭인 물체)의 회전운동과 병진운동을 결합하는 운동의 한 종류이다. 미끄러짐이 전혀 없는 굴림 운동을 ‘순수 굴림 운동’이라고 한다. 정의에 따르면 회전하는 물체의 지면과 만나는 모든 부분의 순간속도가 물체가 접하는 지면의 순간속도와 같으면 미끄러짐이 없다. 특히, 굴림 운동이 일어나는 지면이 정지해 있는 상태인 기준면에 대해서는 물체와 만나는 부분의 순간속도가 0이다.
실제로는 접하는 부분의 미세한 변형으로 인해 어느 정도의 미끄러짐과 에너지 손실이 일어난다. 하지만, 결과적으로 나타나는 굴림 저항이 미끄럼마찰보다 비교가 불가할 정도로 작다. 그러므로 지면위에서 회전하는 물체는 미끄러지는 물체보다 훨씬 더 적은 에너지를 요구한다. 결과적으로 회전하는 물체는 미끄러지는 물체보다 지면위에서 중력, 빗면, 바람, 당김, 밈, 돌림 힘 등의 외력이 가해질 때 더 쉽게, 잘 움직인다.

## 적용되는 물리학
굴림 운동의 가장 간단한 경우는 지면과 평행하고 표면이 평평한 평면위에서 축대칭인 물체가 회전하는 경우이다. 굴러가는 물체의 질량중심은 순수한 병진운동을 하며 궤적이 일직선을 그리는 반면, 가장자리의 어느 한 점의 궤적은 ‘사이클로이드 곡선’이라는 복잡한 궤적을 그린다. 
물체의 모든 점의 속력은 ‘{\displaystyle V=rw}’공식으로 구해지는데 r은 물체위의 특정한 한 점과 지면과 접하는 부분까지의 거리이고, ω는 각운동량 변화량이다. 그러므로 ‘굴림 운동’이 ‘축에 고정된 물체의 회전’과 다름에도 불구하고 물체의 모든 점에서의 순간속도는 축에 고정되어 있는 경우와 같다.
굴림운동은 병진운동과 회전운동이 동시에 나타나는 운동이므로 운동에너지 또한 병진운동에너지({\displaystyle \left({\frac {1}{2}}\right)}{\displaystyle Mv^{2}})와 회전운동에너지({\displaystyle \left({\frac {1}{2}}\right)}{\displaystyle Iw^{2}})의 합으로 나타난다. 이때, 역학적 에너지 보존을 적용하면 {\displaystyle Mgh}={\displaystyle \left({\frac {1}{2}}\right)}{\displaystyle Mv^{2}}+{\displaystyle \left({\frac {1}{2}}\right)}{\displaystyle Iw^{2}}으로 나타나 진다. 여기서 {\displaystyle I}는 회전관성으로 물체의 모양과 축에서의 거리에 따른 관성을 나타내는 물리량으로 물체의 질량과 회전축에서 부터의 거리의 제곱에 비례한다. 구의 경우 회전관성은{\displaystyle \left({\frac {2}{5}}\right)Mr^{2}}인데 이를 원래의 식에 넣으면 {\displaystyle Mgh}={\displaystyle \left({\frac {1}{2}}\right)}{\displaystyle Mv^{2}}+{\displaystyle \left({\frac {1}{2}}\right)}{\displaystyle Iw^{2}}= {\displaystyle \left({\frac {7}{10}}\right)Mv^{2}}이 된다. 이를 통해 경사면에서 굴러서 이동하는 공의 속력은 미끄러지는 구의 속력에 비해 작은 것을 알 수 있다. 즉 미끄러지는 것이 더 빠르다는 것을 알 수 있다. 

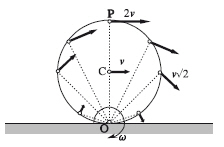
그림1. 평면에서의 굴림 운동

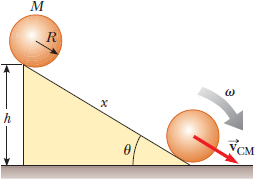
그림2. 경사면에서의 굴림 운동

## 같이 보기
- 마찰력#구름 마찰력
- 트로코이드
- 사이클로이드
- 톱니바퀴